# 利建潤

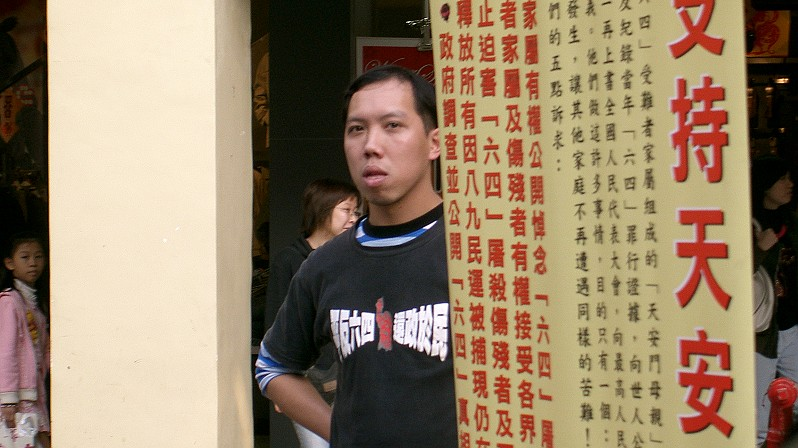
利建潤

利建潤（葡萄牙文：LEE Kin Yun，1978年7月15日—），澳門民主派人士以及社團工作者，出生於香港，持有香港永久性居民身份證及澳門永久性居民身份證，多次參與澳門立法會選舉，但都因票數不足而落選，曾以「民主起動」第一候選人身份參與2017年澳門立法會選舉，現任澳門工黨副主席，民主起動副主席。

## 從政經驗及推動保釣運動
1996年10月，利建潤在代表澳門地區，與香港、台灣的保釣人士參加保釣運動。2005年成為南方民主同盟澳門分部聯絡人，參與立法會選舉，成為候選人，但未獲足夠支持而落敗。2009年以民主起動第二候選人身份參選。2017年則以民主起動第一候選人身份參選。
利建潤為民主起動副主席、澳門民間人權陣線秘書長兼創會會員、天安門母親運動澳門地區代表、澳門職工盟會員、保釣行動委員會副主席。

## 侮辱國旗案
1998年，利建潤與吳恭劭參加元旦遊行，兩人展示塗污的中華人民共和國國旗和香港特別行政區區旗，兩人各被控違反《國旗及國徽條例》，以玷污方式侮辱國旗和區旗兩項控罪，在裁判法院被判每項控罪自簽二千元、守行為十二個月。兩人經上訴後獲香港高等法院撤銷定罪，後來港府不服判決，向香港終審法院上訴。1999年，終審法院判決書指出案件爭論點在於究竟將侮辱國旗和區旗的行為列為刑事罪行的法定條文，是否與發表自由的保障相牴觸。最終判決書指國旗乃國家主權象徵，代表尊嚴、統一與國家完整，《國旗及國徽條例》對發表自由的限制屬有必要，五位法官一致裁定條文沒違憲，政府上訴得直，回復主審裁判官的判決。